# جورج هوتسون
جورج هوتسون (انگلیسی: George Hutson; ۲۲ دسامبر ۱۸۸۹ – ۱۴ سپتامبر ۱۹۱۴) ورزشکار دو و میدانی اهل پادشاهی متحد بریتانیای کبیر و ایرلند بود.